# Ein ganzer Kerl (film 1939)
Ein ganzer Kerl è un film del 1939 diretto da Fritz Peter Buch.

## Produzione
Il film fu prodotto dall'A.B.C.-Film.

## Distribuzione
Distribuito dalla Tobis-Filmverleih, uscì nelle sale cinematografiche tedesche il 22 dicembre 1939.